# Galium australe
Galium australe är en måreväxtart som beskrevs av Dc.. Galium australe ingår i släktet måror, och familjen måreväxter. Inga underarter finns listade i Catalogue of Life.